# Heppach (Rems)
Der Heppach ist ein heute zusammen mit seinem Oberlauf Hörnlesbach knapp 5 km langer Bach im Rems-Murr-Kreis in Baden-Württemberg, der nach südlichem bis südöstlichem Lauf beim Stadtteil Großheppach von Weinstadt von rechts in die untere Rems mündet.

## Name
Die ersten mittelalterlichen Aufzeichnungen nennen die Dörfer Groß- und Kleinheppach Hegnesbach (1236) bzw. Hengesbach (1269). Ab 1278 erscheinen nur noch Namensformen wie Heggebach oder Heckebach und ab etwa 1500 Hep(p)ach. Die ursprüngliche Bedeutung des Flussnamens dürfte 'von Hecken gesäumter Bach' gewesen sein.

## Geographie
Der Heppach ist ein Stufenrandfluss am Südwestfuß der Berglen.

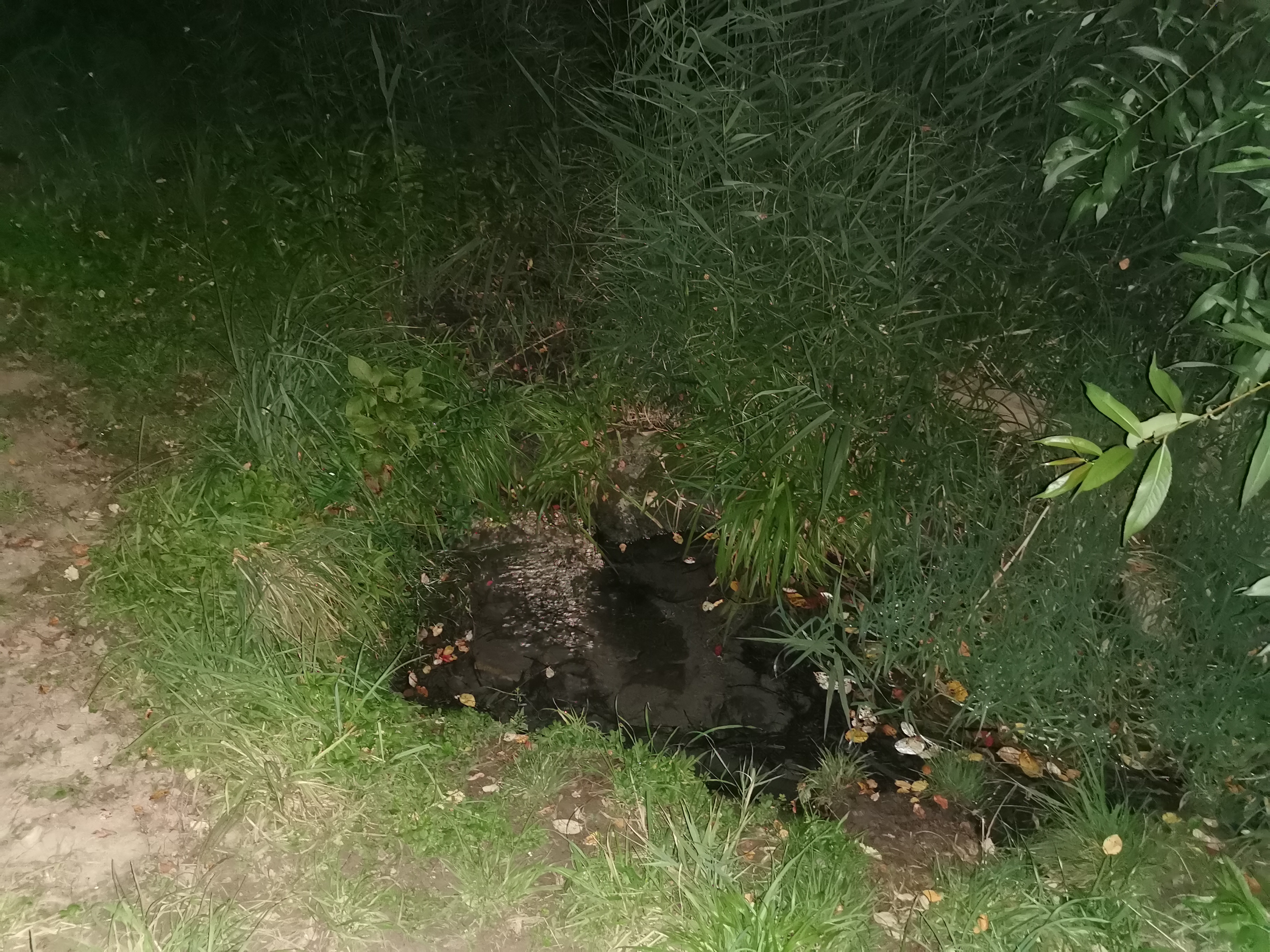
Hörnlesbach/Heppach am Laufknick, wo der Bachname wechselt

### Oberlauf Hörnlesbach
Der Oberlauf Hörnlesbach des Heppachs entsteht auf etwa 338 m ü. NHN auf der Korber Seite unterhalb des Hanweiler Sattels zwischen dem eben noch zu den Berglen gehörenden Berg Korber Kopf im Nordwesten und deren Sporn Hörnleskopf im Südosten. Unter Weinbergen an den meist süd- und südwestexponierten Hängen fließt er ungefähr südwärts und passiert dabei den Hörnleskopf links über dem Lauf sowie das Dorf Korb am rechten Ufer, das sich im 20. Jahrhundert von Westen her bis an den Bachlauf ausgebreitet und dabei den früheren zugehörigen Weiler Steinreinach geschluckt hat, von dem nur wenige Gebäude an der linken Bachseite stehen. Der sich durch eine obstwiesenreiche Talflur ziehende, teils von kleinen Ufergehölzen begleitete Bachlauf ist abschnittsweise verdolt. Zuletzt unterquert der Hörnlesbach nahe an der südlichen Siedlungsgrenze von Korb die L 1912 Korb–Kleinheppach–Großheppach und macht dann an den Brunnwiesen auf etwa 266 m ü. NHN einen Laufknick nach links, ab dem der Bach Heppach genannt wird.

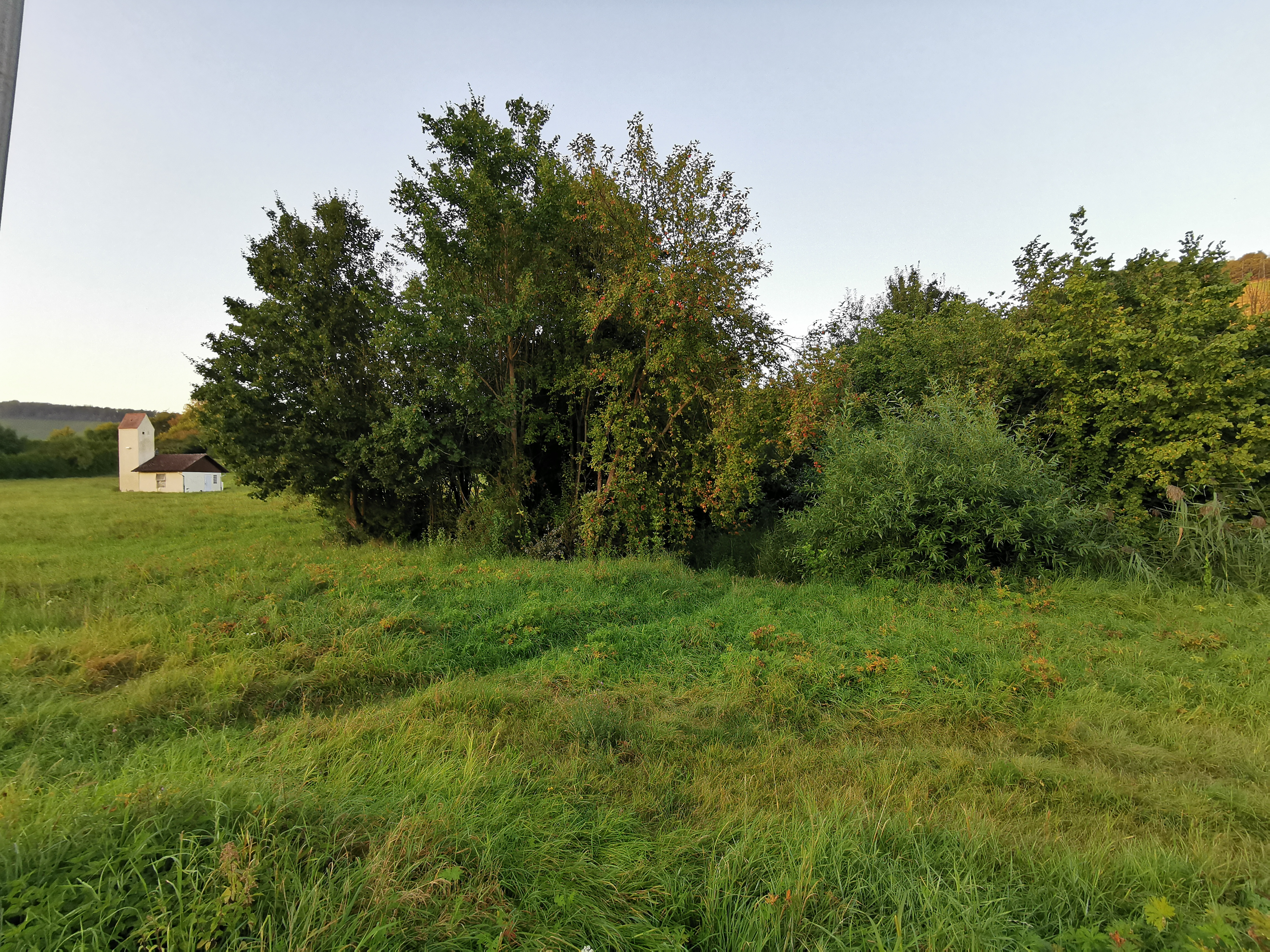
Heppachaue unterhalb von Korb

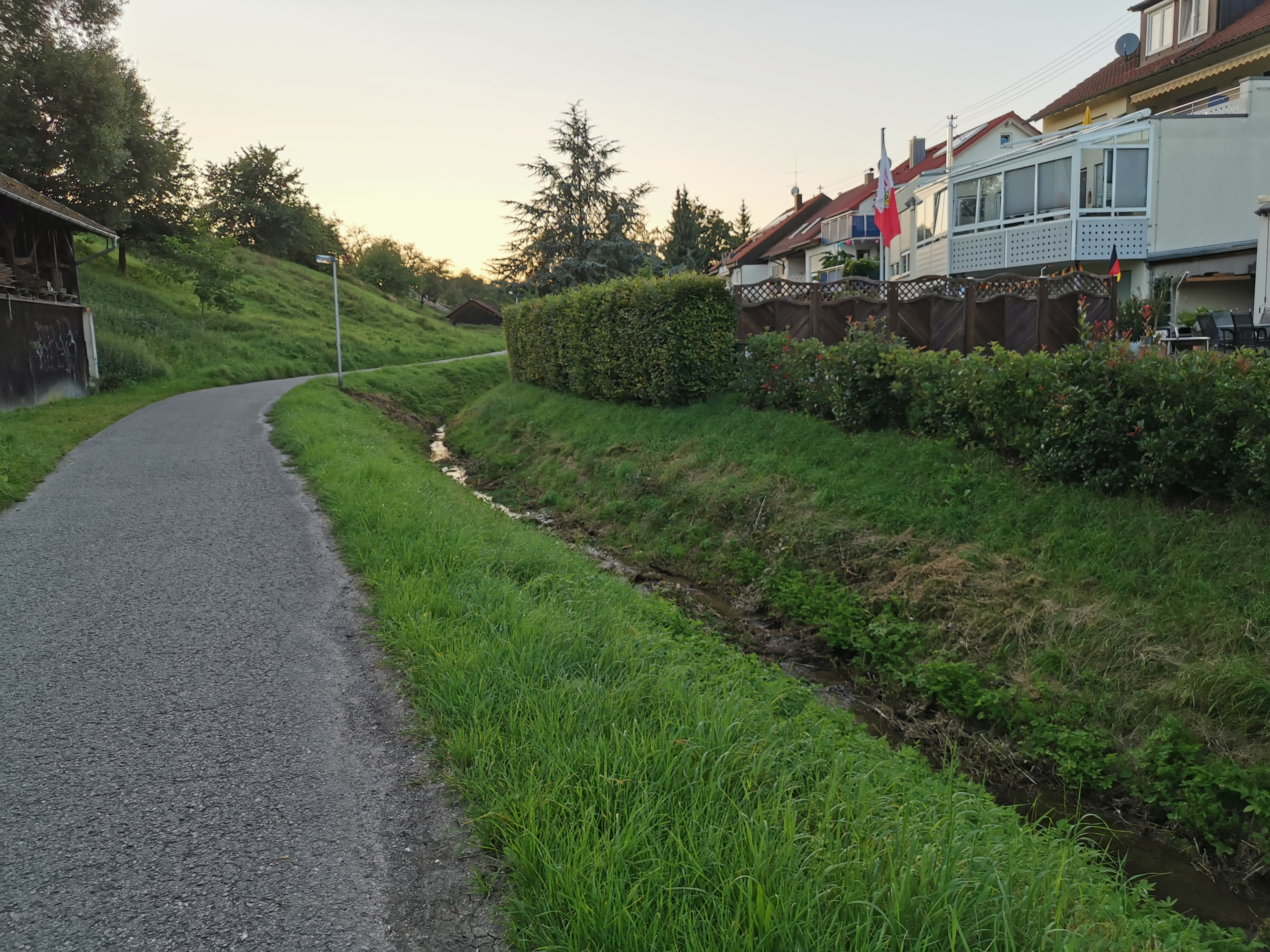
Heppach am Ortseingang von Kleinheppach

### Unterlauf Heppach

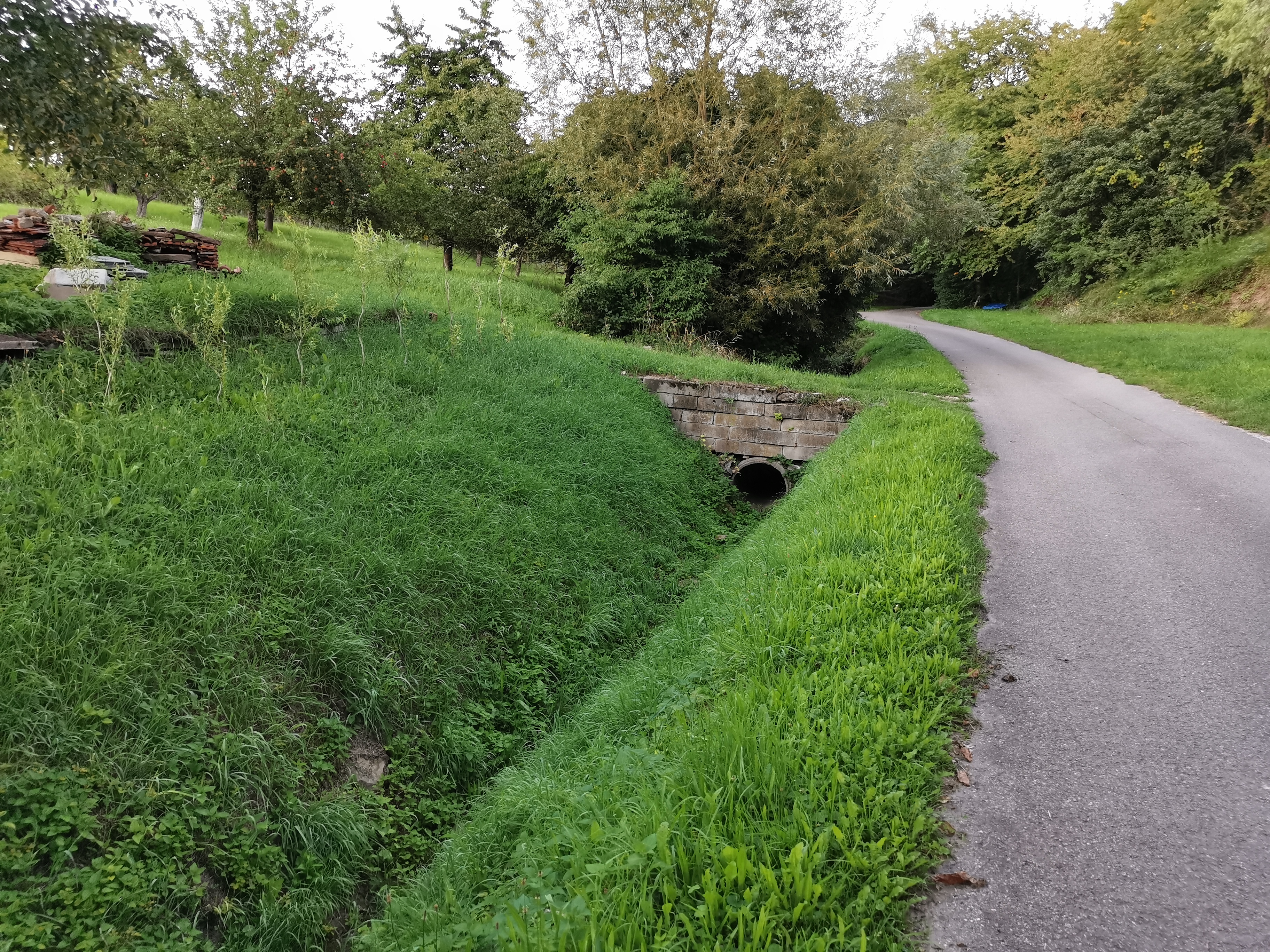
Unbestimmter Anfang des alten Heppach-Oberlaufs. Weggraben aus den Weinbergen nördlich von Korb

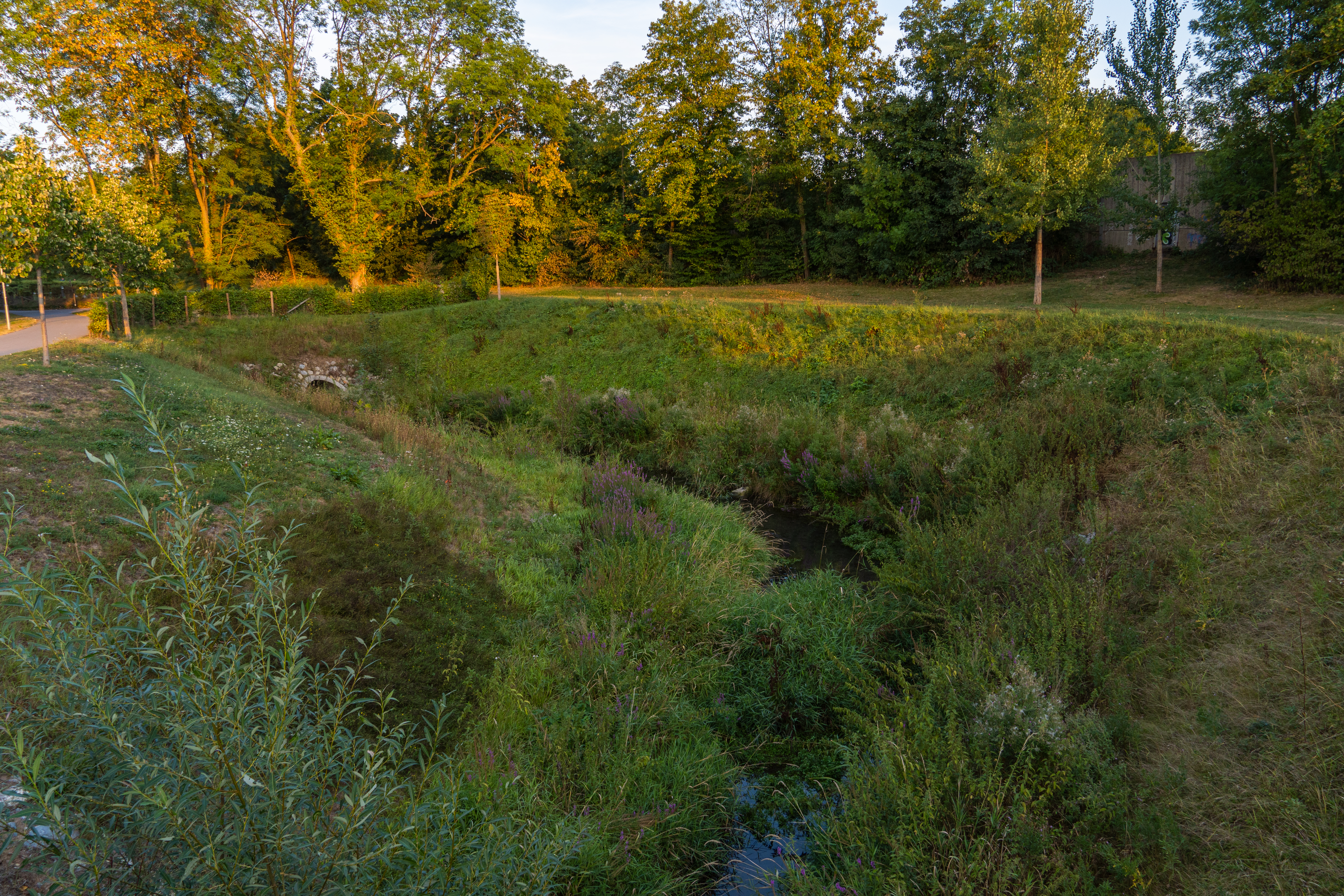
Heppach nahe der Mündung in die Rems in den Mühlwiesen von Großheppach

Der Heppach zieht südwestwärts vorbei am Fuße des Kleinheppacher Kopfes, eines weiteren der Randsporne der Berglen, auf den Korber Ortsteil Kleinheppach zu und erreicht bald den oberen Dorfrand. Nach Passieren eines neueren Siedlungsteils am linken Ufer tritt er in die Siedlungskontur und kurz vor der dort Korber Straße genannten Landesstraße in eine unterirdische Verdolung ein, die ihn unter dieser oder nahe bei ihr bis ans untere Ortsende führt. Ab einem Sportplatz an der Markungsgrenze zum Weinstadter Stadtteil Großheppach fließt der Heppach wieder offen in einem Graben teils mit Bäumen am Ufer neben einem Feldweg. Nachdem er das erste Gebäude von Großheppach erreicht hat, zieht er zwischen wenigen landwirtschaftlichen Gebäuden rechtsseits und dem Neubausiedlungsteil im ehemaligen Gewann Großmulten jenseits der Landesstraße linksseits des Laufs weiter südwestwärts.
Am Gewann Untere Großmulten und dem Gebäude Kleinheppacher Straße 107 geht an einem kleinen Laufknick nach rechts ein zum Hochwasserschutz angelegter Flutkanal durch den sogenannten Heppachstollen ab, der auf halbkilometerlangem geraden Weg nach Südsüdosten unter der Wasserscheide hindurch die Rems unterhalb der Heppachmündung erreicht.
Dieser selbst hat hier noch etwas mehr als doppelt so viel Lauf vor sich, auf dem er bald ins geschlossene Siedlungsgebiet Großheppachs eintritt und wenig darauf wieder unterirdisch verdolt fließt, meist unter oder nahe der auf dem Talgrund verlaufenden Landesstraße. In rechtwinkligem Knick nach rechts folgt er dann noch innerhalb des Orts dem von dieser abgehenden Heppachweg und wendet sich bald an dessen Rand zu den Mühlwiesen in der Remsaue vor der autobahnartig ausgebauten B 29 sogar nach Westen. Er tritt aus seiner Verdolung in ein Reststück eines früheren Mühlkanals rechts des Flusses ein und erreicht in diesem seine Mündung von rechts und auf etwas unter 230 m ü. NHN in die untere Rems, die am Abzweig einer kurzen rechten Nebenlaufschleife des Flusses um eine kleine Insel liegt.
Die Heppach mündet nach einem mit ihrem Oberlauf Hörnlesbach zusammen 4,8 km langen Weg mit mittlerem Sohlgefälle von etwa 22 ‰ rund 108 Höhenmeter unterhalb des Hörlesbach-Ursprungs. Der Heppach genannte Unterlauf ist 2,8 km lang, hat ein mittleres Sohlgefälle von nur 13 ‰ oder etwas mehr und ein Gesamtgefälle von etwas über 36 Höhenmetern.

### Alter Oberlauf des Heppachs
Ältere Karten zeigen einen heute nicht mehr offenen Oberlauf des Heppachs von nordnordwestlich von Korb bis zum heutigen Ort des Namenswechsels von Hörnlesbach zu Heppach, der auf einer von ihnen auch als Heppach beschriftet ist. Dieser als Stufenrandfluss am Fuße des Anstiegs zu den Berglen verlaufende alte Bacharm begann in zuallererst unbeständig wasserführendem Lauf etwas nördlich der Ortsgrenze von Korb, etwa dort, wo heute der Sommerhaldenweg in die Winnender Straße (K 1912) einmündet; noch weiter aufwärts gibt es heute einen nicht ständig wasserführenden Graben neben einem Wirtschaftsweg, der aus dem Weinbergen am Westhang des Korber Kopfes herabführt.
Dieser heute anscheinend verdolte Heppach-Oberarm zog vom angegebenen ⊙ Ursprung auf etwa 305 m ü. NHN aus südsüdost- bis südostwärts neben der Winnender Straße nach Korb, durchquerte den damals noch deutlich kleineren Ort, passierte kurz vor dem Ortsende einen auf 284,1 m ü. NN liegenden Teich im Bereich des Seeplatzes von Korb, wo heute ein viel kleinerer ⊙ Teich mit Springbrunnen eine Grünanlage ziert, und zog dann durch Wiesenflur und an Steinreinach am linken Unterhang vorbei bis zum heute so auffälligen ⊙ Laufknick am Übergang vom Hörnlesbach- zum Heppach-Abschnitt des verbliebenen Gewässers auf etwa 266 m ü. NHN. Mit seiner Länge von etwa 2,0 km kommt er der des Hörnlesbachs etwa gleich, mit seinem Teileinzugsgebiet von etwa 2,8 km² übertrifft er das des Hörnlesbach von etwa 1,7 km² deutlich. Der erwähnte, fast das ganze etwa 0,3 ha große Geviert der heutigen Anlage einnehmende, zur Karpfenzucht und als Löschwasserspeicher dienende See war wohl der Korber See, der 1928 verfüllt wurde.

### Einzugsgebiet
Der Heppach hat ein 7,8 km² großes Einzugsgebiet, das naturräumlich gesehen überwiegend der Remstaltraufbucht der Waiblinger Bucht im Neckarbecken angehört; allein ein schmaler Randstreifen im Nordosten auf den Höhenlagen mit dem abgetrennt stehenden, 457,6 m ü. NHN hohen Korber Kopf und den Spornen des Hörnleskopfes mit bis etwa 455 m ü. NHN und des Kleinheppacher Kopfs mit etwa 450 m ü. NHN gehört zur Buocher Höhe im Unterraum Berglen des Nachbar-Naturraums Schurwald und Welzheimer Wald. Diese drei sind auch die höchsten Erhebungen im Einzugsgebiet.
Im Nordosten liegt jenseits des den Korber Kopf und den Hörnleskopf verbindenden Hanweiler Sattels (ca. 364 m ü. NHN) um das kleine Winnender Dorf Hanweiler das Einzugsgebiet des Trombachs, der über den Zipfelbach merklich weiter abwärts als die Rems in den Neckar entwässert. Alle anderen Nachbargewässer laufen wie der Heppach selbst rechtsseits zur Rems, es sind reihum im Osten der etwas oberhalb von ihm zwischen Remshalden-Grunbach und Großheppach mündende Gundelsbach, im Süden der Heuweggraben aus der rechten Remsaue weniger als zweihundert Meter vor ihm, im Südwesten der anfangs Sulzwiesenbach genannte Karrbach bei Waiblingen-Beinstein, auch er ein nunmehr remsabwärts einfließender Auengraben, ebenfalls noch im Südwesten der Hörschbach, im Westen der Kätzenbach und der Sörenbach, die alle drei im zentralen Waiblingen münden. Zuletzt liegt im Norden das Quellgebiet des Erbach, der zwischen nördlichen Stadtteilen von Waiblingen die Rems erreicht.
Das Gebiet gliedert sich in einen kleinen Hochebenenteil vor allem im Nordosten, auf dem meist Wald steht, eine breite Hangzone am Abfall der Berglen ins Neckarbecken, wo auf fast 2 km² süd- und südwestexponierter flurbereinigter Fläche Weinbau betrieben wird und auf den kleineren Hanganteilen mit anderer Orientierung meist Obstbau, der auch nördlich von Korb und im unteren Einzugsgebiet nach Klein- und um Großheppach große Teile der vor den Bergen liegenden Ebene einnimmt. In der übrigen offenen Flur zwischen den im 20, Jahrhundert stark gewachsenen Ortschaften liegt ein Mosaik aus eher kleinen Äckern und Wiesen.
Ein kleiner Streifen am Ostrand auf der Hochebene zwischen Hörnleskopf und Kleinheppacher Kopf gehört zu einer östlichen Waldexklave der Stadt Waiblingen, von der auch die zusammenhängende Stadtgemarkung im Bereich des Mittellaufs einen kleinen Gebietsanteil nahe der rechten Wasserscheide hat. Der überwiegende Teil des Gebietes um Korb am Ober- und Kleinheppach am Mittellauf aber gehört zur Gemeinde Korb, ein merklich kleinerer am Unterlauf um Großheppach zur Stadt Weinstadt.

### Regenrückhaltebecken

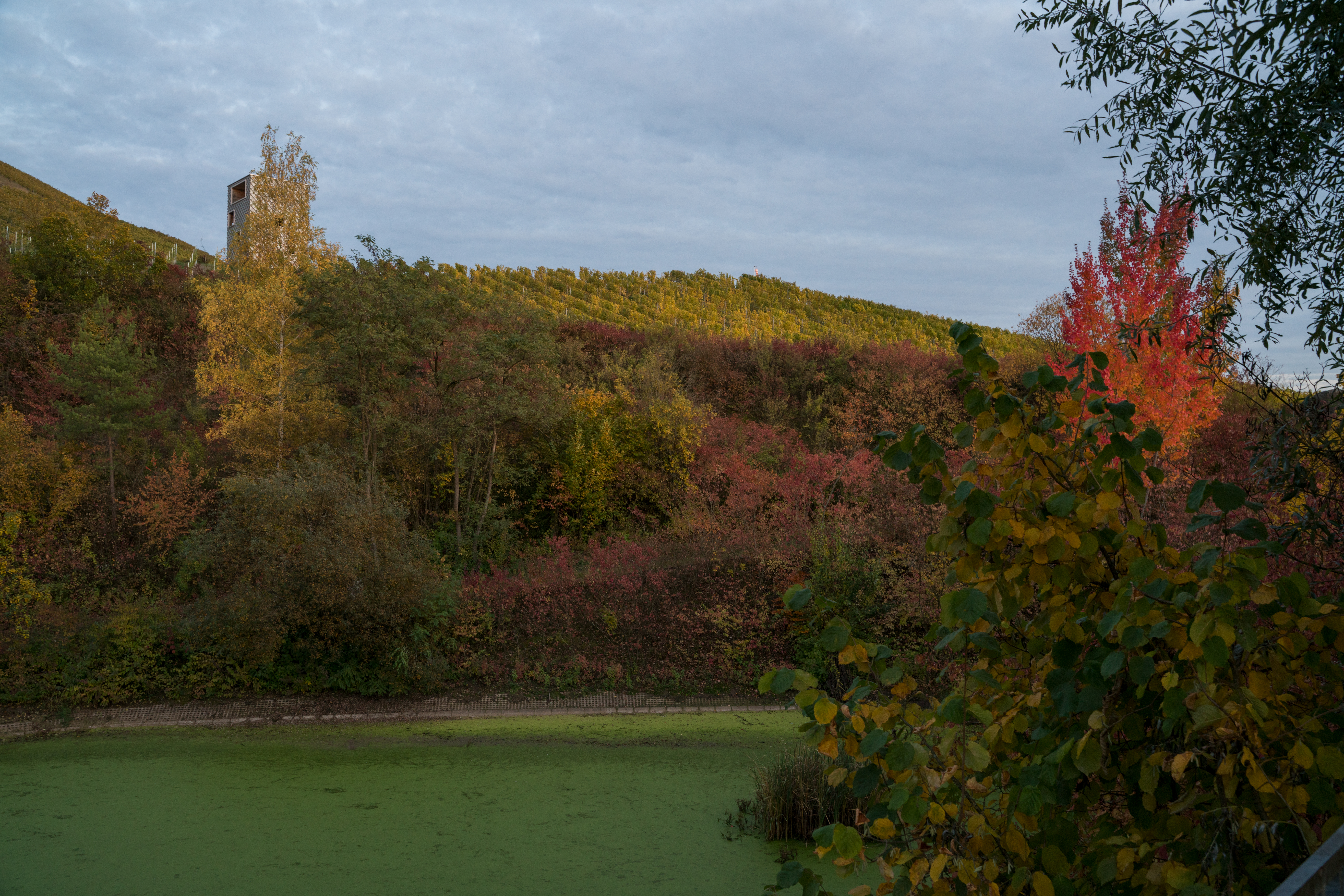
Regenrückhaltebecken „Pfefferlebecken“ nördlich von Kleinheppach

Im Zuge der Rebflurbereinigung wurde über ein halbes Dutzend Regenrückhaltebecken am mittleren und unteren Abhang der Berglen angelegt, deren Größe sämtlich unterhalb von 0,2 ha liegt. In den teils dauereingestauten, teils auch außerhalb der Flutungszeiten ausreichend feuchten Becken hat sich regelmäßig ein Saum aus Rohrkolbenröhrichten entwickelt.

## Geologie
Die höchste mesozoische geologische Schicht im Einzugsgebiet ist der Stubensandstein (Löwenstein-Formation)  auf den Höhen von Korber Kopf, Hörnleskopf und Kleinheppacher Kopf. Hangabwärts streichen meist rasch nacheinander Obere Bunte Mergel (Mainhardt-Formation), Kieselsandstein (Hassberge-Formation), Untere Bunte Mergel (Steigerwald-Formation)
und Schilfsandstein (Stuttgart-Formation) aus, der alleine auf dem Hanweiler Sattel in etwas breiterem Streifen ansteht und auf dem nach Korb zu abfallenden Südwestsporn des Korber Kopfes als Geländeterrasse ausgebildet ist. Darunter liegt im weit überwiegenden Anteil des Einzugsgebietes der Gipskeuper (Grabfeld-Formation). Diese lokal unterste mesozoische Schichte ist allerdings vor allem rechtsseits der Talachse aus altem Heppach-Oberlauf und Heppach-Unterlauf durch jüngere Schichten überdeckt, nämlich durch Lösssediment aus quartärer Ablagerung und lössführende Fließerden.
Am unteren Hang des steilen Bergland-Abfalls liegen an mehreren Stellen im Verband abgerutschte höhere Schichten. Die Talauen haben holozän abgelagerte Füllungen, meist ein Auenlehmband, das am Zusammenfluss des alten Heppach-Oberlaufs und des Hörnlesbachs besonders breit ausgebildet ist. Die natürliche Schichtenfolge im Bereich der Weinberge an den drei Köpfen ist durch Rebflurbereinigung stark verändert.
In inzwischen aufgelassenen Abbauen wurden früher auf dem Hörnleskopf unterer Stubensandstein, auf dem Südwestsporn des Korber Kopfes Obere Bunte Mergel und an dessen Spitze Schilfsandstein abgebaut.

## Natur und Schutzgebiete
Der Hörnlesbach führt ober- wie auch noch etwas unterhalb der Steinreinacher Bachquerung nur unbeständig Wasser, sein dort etwa zweieinhalb Meter breites Bett ist etwa metertief ins Gelände eingeschnitten. Östlich von Steinreinach, wo der Bach auf einem Abschnitt von einem Feldgehölz aus vor allem Weiden und Erlen mit Kronenschluss über dem Lauf begleitet ist, liegen links von diesem im Bereich eines zulaufenden Quellabflusses Schilfflächen und kleine Tümpel, die als Naturdenkmal geschützt sind. Etwas weiter abwärts folgt ein weiterer schmaler Auwaldstreifen am Bach, der hier etwa halbmeterbreit fließt.
Das Landschaftsschutzgebiet Zipfelbachtal, Korber Kopf, Buocher Höhe, Remstalhänge, Ramsbachtal und Grafenberg umfasst im Nordosten fast den gesamten Berglen-Abhang außerhalb der Siedlungsplätze und damit über ein Drittel des Einzugsgebietes. Auch das Landschaftsschutzgebiet Sörenberg reicht mit einem allerdings nur recht kleinen Zwickel nordwestlich von Korb ins Einzugsgebiet herüber.

### LUBW
Amtliche Online-Gewässerkarte mit passendem Ausschnitt und den hier benutzten Layern: Lauf und Einzugsgebiet des Heppachs

Allgemeiner Einstieg ohne Voreinstellungen und Layer: Daten- und Kartendienst der Landesanstalt für Umwelt Baden-Württemberg (LUBW) (Hinweise)
1. 1 2 3 4 5 6 7 8 9  Höhe nach dem Höhenlinienbild auf dem Hintergrundlayer Topographische Karte.
2. ↑  Länge nach dem Layer Gewässernetz (AWGN).
3. ↑  Einzugsgebiet nach dem Layer Basiseinzugsgebiet (AWGN).
4. ↑  Länge abgemessen auf dem Hintergrundlayer Topographische Karte.
5. ↑  Länge nach dem Layer Gewässername.
6. 1 2  Einzugsgebiet abgemessen auf dem Hintergrundlayer Topographische Karte.
7. ↑  Platzfläche abgemessen auf dem Hintergrundlayer Topographische Karte.
8. ↑  Höhe nach grauer Beschriftung auf dem Hintergrundlayer Topographische Karte.
9. ↑  Seefläche nach dem Layer Stehende Gewässer.
10. ↑  Seefläche abgemessen auf dem Hintergrundlayer Topographische Karte.
11. ↑  Zur Lage der Regenrückhaltebecken siehe die Layer Stehendes Gewässer und auch Biotop.
12. ↑  Abbaue nach den Steckbriefen der zugehörigen Geotope auf dem einschlägigen Layer. Die Brüche sind auf dem Meßtischblatt 7122 Winnenden von 1904 in der Deutschen Fotothek gut erkennbar eingetragen.
13. ↑  Schutzgebiete nach den einschlägigen Layern, Natur teilweise nach dem Layer Biotop.

### Andere Belege
1. ↑  Siehe Großheppach auf leo-bw
2. ↑  Albrecht Greule: Deutsches Gewässernamenbuch. Walter de Gruyter, Berlin / Boston 2014, ISBN 978-3-11-057891-1, S. 219, „Heppach“ (Auszug in der Google-Buchsuche).
3. ↑  Alte Karten für den alten Heppach-Oberarm:
  - Meßtischblatt 7122 Winnenden von 1904 in der Deutschen Fotothek mit blauer Gewässerlinie und blauer Beschriftung als Heppach zwischen Steinreinach und dem Zusammenfluss mit dem Hörnlesbach.
  - Blatt Waiblingen des Topographischer Atlasses des Königreichs Württemberg von 1875, Nr. XXIX in Herausgabereihenfolge, Nr. 17 nach Anordnung. Diese grobmaßstäblichere Karte zeigt nur den unbeschrifteten Lauf unterhalb von Korb.
4. ↑  Höhe nach schwarzer Beschriftung auf dem Meßtischblatt 7122 Winnenden von 1904 in der Deutschen Fotothek.
5. ↑  Nutzung des früheren Korber Sees nach dem zu Korb der Beschreibung des Oberamts Waiblingen von 1850
6. ↑  Nach der Zeittafel auf der Gemeindewebsite von Korb wurde der Korber See 1928 verfüllt.
7. ↑  Hansjörg Dongus: Geographische Landesaufnahme: Die naturräumlichen Einheiten auf Blatt 171 Göppingen. Bundesanstalt für Landeskunde, Bad Godesberg 1961. → Online-Karte (PDF; 4,3 MB)
8. ↑  Geologie nach den Layern zu Geologische Karte 1:50.000 auf: Mapserver des Landesamtes für Geologie, Rohstoffe und Bergbau (LGRB) (Hinweise)